# Beata Ciałowicz
Beata Maria Ciałowicz – polska ekonomistka, doktor habilitowany nauk społecznych, profesor na Uniwersytecie Ekonomicznym w Krakowie, specjalistka od ekonomii matematycznej oraz zastosowania matematycznego.

## Kariera naukowa
W 1988 roku została zatrudniona na Uniwersytecie Ekonomicznym w Krakowie, gdzie w 1997 roku na jego Wydziale Zarządzania uzyskała stopień doktora nauk ekonomicznych na podstawie rozprawy pt. Aksjomatyczna analiza teorii rozwoju gospodarczego Josepha A. Schumpetera, której promotorem był Andrzej Malawski. W 2019 roku Wydział Finansów i Prawa tejże uczelni nadał jej stopień doktora habilitowanego nauk społecznych na podstawie pracy pt. Formalne modelowanie ewolucji innowacyjnej w ujęciu neo-schumpeterowskim.